# Siderus philinna
Siderus philinna is een vlinder uit de familie van de Lycaenidae. De wetenschappelijke naam van de soort werd als Thecla philinna in 1868 gepubliceerd door William Chapman Hewitson.

## Synoniemen
- Thecla sycena Hewitson, 1874
- Tmolus unilinea Kaye, 1904
- Thecla greppa Dyar, 1912
- Nicolaea micronota Johnson, 1993